# Euterpeinae
Euterpeinae es un clado de palmeras integrado por 5 géneros y definido inicialmente como una subtribu de Areceae, pero considerado ahora por algunos expertos como tribu independiente Euterpeae.
Son palmeras con caules robustos y relativamente delgados. Sus hojas son compuestas, con numerosas pinnas angosto-lanceoladas y las puntas de las hojas enteras. Las inflorescencias son racemoso-ramificadas. Las flores se encuentran en la parte inferior de la inflorescencia en tríadas, arriba las flores masculinas se encuentran en parejas. Las flores femeninas tienen pétalos libres, permanecen juntos en la parte inferior. Los estaminodios son pequeños y no están unido a un anillo. El pistilo es pseudomonómero (ovarios uniloculares). El fruto tiene un mesocarpio carnoso y un exocarpio delgado.

## Géneros
- Neonicholsonia
- Hyospathe
- Prestoea
- Euterpe
- Oenocarpus

El género Roystonea fue considerado como parte de este clado. Otros lo separaron en una subtribu aparte Roystoneinae o en la tribu independiente Roystoneeae.